# Haplidus glabricollis
Haplidus glabricollis är en skalbaggsart som beskrevs av Chemsak och Linsley 1964. Haplidus glabricollis ingår i släktet Haplidus och familjen långhorningar. Inga underarter finns listade i Catalogue of Life.